# 福島県道209号塩川停車場線
福島県道209号塩川停車場線（ふくしまけんどう209ごう しおかわていしゃじょうせん）は、福島県喜多方市にある一般県道である。

## 路線概要
- 起点：喜多方市塩川町石橋（JR磐越西線塩川駅前）
- 終点：喜多方市塩川町東栄町
- 総延長：489 m[1]
  - 実延長：216 m
- 路線認定年月日：1959年8月31日[2]

### 重用区間
- 福島県道127号会津坂下塩川線（塩川町新町～塩川町東栄町2丁目）

## 通過する自治体
- 喜多方市

## 接続・交差する道路
- 福島県道127号会津坂下塩川線 会津坂下方面（塩川町新町）
- 国道121号・福島県道7号猪苗代塩川線（塩川町東栄町2丁目 終点）

## 沿線
- 喜多方市立塩川小学校